# Monte Tarino e Tarinello (area sommitale)
Monte Tarino e Tarinello (area sommitale) este o arie protejată (arie specială de conservare — SAC, sit de importanță comunitară — SCI) din Italia întinsă pe o suprafață de 342 ha, integral pe uscat.

## Localizare
Centrul sitului Monte Tarino e Tarinello (area sommitale) este situat la coordonatele 41°56′10″N 13°17′13″E / 41.936111°N 13.286944°E.

## Înființare
Situl Monte Tarino e Tarinello (area sommitale) a fost declarat sit de importanță comunitară în iunie 1995 pentru a proteja 7 specii de animale. Situl a fost protejat și ca arie specială de conservare în decembrie 2016.

## Biodiversitate
Situată în ecoregiunea mediteraneană, aria protejată conține 5 habitate naturale: Pante stâncoase calcaroase cu vegetație casmofită, Pajiști alpine și subalpine calcaroase, Lespezi calcaroase, Pajiști alpine și boreale, Pajiști uscate seminaturale și facies de acoperire cu tufișuri pe substraturi calcaroase (Festuco-Brometalia) (* situri importante pentru orhidee).
La baza desemnării sitului se află mai multe specii protejate:
- păsări (5): potârnichea de stâncă (Alectoris graeca graeca), fâsă-de-câmp (Anthus campestris), șoim călător (Falco peregrinus), Pyrrhocorax pyrrhocorax, Tachymarptis melba
- mamifere (2): lupul (Canis lupus), urs brun (Ursus arctos)

Pe lângă speciile protejate, pe teritoriul sitului au mai fost identificate 6 specii de plante, 1 specie de păsări, 1 specie de mamifere.